# 몬테베르데
몬테베르데(이탈리아어: Monteverde)는 이탈리아 캄파니아주 아벨리노도의 코무네다.